# Bandera de la Semana Grande de San Sebastián
La Bandera de la Semana Grande de San Sebastián fue una competición de remo, concretamente de traineras, que tuvo lugar en San Sebastián (España) en 1985.

## Historia
Con motivo de las fiestas de la Semana Grande de San Sebastián se celebró una regata de traineras en la que participaron 11 embarcaciones, el 14 de agosto de 1985. Además sirvió para saber que tripulación donostiarra conseguía su clasificación directa para la Concha, que fue para Ur-Kirolak.

## Resultado
| Puesto | Nombre                         | Tiempo   |
| ------ | ------------------------------ | -------- |
| 1º     | Kaiku                          | 21:34:04 |
| 2º     | Ur-Kirolak                     | 21:42:40 |
| 3º     | Ciérvana                       | 21:42:47 |
| 4º     | C.R.O. Donostia Arraun Lagunak | 22:04:95 |
| 5º     | San Pedro                      | 22:25:70 |
| 6º     | Iberia                         | 22:26:60 |
| 7º     | Guetaria                       | 22:33:47 |
| 8º     | Castro                         | 22:40:29 |
| 9º     | Zarauz                         | 23:07:12 |
| 10º    | Fortuna                        | 23:57:61 |
| 11º    | Carasa                         | 25:17:78 |

- Datos: Q3039076